# Erick Nunes
Erick Nunes Barbosa dos Santos (São Paulo, 29 februari 2004) is een Braziliaans voetballer die bij Cercle Brugge speelt.

## Clubcarrière
Nunes maakte in januari 2024 op huurbasis de overstap van Fluminense FC naar Cercle Brugge. De Vereniging huurde hem tot het einde van het seizoen 2023/24, met optie op een bijkomend seizoen. Trainer Miron Muslic liet kort na de komst van Nunes optekenen dat Cercle Brugge hem vooral zou klaarstomen voor het seizoen 2024/25. Nunes kwam in zijn eerste halve seizoen in Europa uiteindelijk effectief enkel uit voor Jong Cercle, het tweede elftal van Cercle dat uitkomt in de Tweede afdeling. Nunes kwam er in zes competitiewedstrijden tweemaal tot scoren, allebei zijn goals scoorde hij in de 1-2-zege bij Sparta Petegem.
Op 11 augustus 2024 maakte Nunes zijn officiële debuut voor het eerste elftal van Cercle Brugge: op de derde competitiespeeldag liet trainer Miron Muslic hem in de 4-1-zege tegen Beerschot VA in de 86e minuut invallen voor Abu Francis. Vier dagen later kreeg hij in de Europa League-kwalificatiewedstrijd tegen Molde FK (1-0-zege) een langere invalbeurt – door de vroege rode kaart van Francis werd flankaanvaller Kazeem Olaigbe al na ruim een halfuur geslachtofferd voor Nunes. Later die maand mocht Nunes starten in allebei de Conference League-kwalificatiewedstrijden tegen Wisła Kraków. Op 25 april maakte Cercle Brugge bekend dat ze Nunes definitief overnemen van Fluminense FC, hij tekende een contract tot 2029.